# 拔萃小學
拔萃小學（英語：Diocesan Preparatory School），俗稱舊小拔，位於香港九龍九龍塘志士達道1號，於1950年創立，是香港聖公會轄下資助男女小學。
學校原屬拔萃男書院的直屬小學，只收男生。但自拔萃男書院在2004年於校內開辦附屬小學後，即與拔萃小學正式解除直屬關係並兼收女生。
學校採用英語教學，共有小一2班、小二2班、小三2班、小四2班、小五2班和小六2班。

## 校政管理
歷任校監
- 黎澤倫 先生[3]
- Royden Ross Eric 牧師

歷任校長
- 1999年至2002年：陳景行 先生[3]
- 伍頴儀 女士

## 醜聞
2007年，當時在學校任教的劉鳳茵因賭債以「誠意金」名義向5家長欺詐70萬款項，最終被判入獄13個月。（案件編號：DCCC50/2008）
案件被改篇成《廉政行動2019》其中一個單元。

## 著名/傑出校友
- 譚尚渭：前崇基學院院長、香港中文大學副校長以及香港公開大學校長
- 李恩霖：香港電影製作人
- 泰山：前香港商業電台節目主持
- 鍾庭耀：香港大學榮譽助理教授，兼任該校利銘澤堂舍監
- 陳維安：羅定邦中學校監、香港立法會秘書長、前教育局副局長及香港賽馬會馬場事務部總監
- 李霖恩：前香港男藝人
- 馮華健：香港首任律政專員、前廣播事務管理局主席
- 李梓敬：香港立法會議員（新界東北）
- 高鈞賢：香港男演員
- 王賢誌：香港男藝人
- 郭嘉駿：香港男藝人
- 田北辰：香港立法會議員

## 外部連結
- Diocesan Preparatory School （页面存档备份，存于）